# Gymnetis merops
Gymnetis merops es una especie de escarabajos de la subfamilia Cetoniinae. 

## Distribución y hábitat
El área de distribución comprende múltiples provincias de Perú, y su hábitat se encuentra en los bosques secos de la zona.

## Comportamiento
Los adultos son de vuelo rápido y pueden ser atraídos por la materia orgánica, lo cual le permite infestar campos de cultivo.